# Francesco Ivaldi
Francesco Ivaldi (Ivrea, 27 de septiembre de 1977) es un deportista italiano que compitió en vela en la clase 470. Sus hermanos Michele y Matteo también compitieron en vela.
Ganó una medalla de plata en el Campeonato Europeo de 470 de 2000.

## Palmarés internacional
| \| Campeonato Europeo \| Campeonato Europeo \| Campeonato Europeo \| Campeonato Europeo \| \| Año \| Lugar \| Medalla \| Clase \| \| ------------------ \| ------------------ \| ------------------ \| ------------------ \| \| 2000 \| Malcesine (Italia) \| Medalla de plata \| 470 \| |                    |                  |       |
| Campeonato Europeo |                    |                  |       |
| Año | Lugar              | Medalla          | Clase |
| 2000 | Malcesine (Italia) | Medalla de plata | 470   |